# 螯齿螯蛛
螯齿螯蛛（学名：Enoplognatha mordax）为球蛛科齿螯蛛属的动物。分布于俄罗斯、欧洲以及中国大陆的新疆等地，多生活于草丛中。该物种的模式产地在欧洲。